# Jon Igor Solana
Jon Igor Solana Matarrán es un terrorista español que, encuadrado en el comando Andalucía de Euskadi Ta Askatasuna (ETA), fue autor material del asesinato de José María Martín Carpena y del de Antonio Muñoz Cariñanos y participó también en el de Luis Portero García. Cumple una condena total de treinta años.

## Biografía
El 15 de julio de 2000, como parte del comando Andalucía, Solana participó en el asesinato de José María Martín Carpena, concejal del Partido Popular en el Ayuntamiento de Málaga, al que le descerrajaron seis disparos cuando viajaba en coche oficial con su esposa y su hija. Solana fue identificado por una huella que se encontró en las inmediaciones del lugar en el que se produjo ese asesinato. También estuvo implicado en el asesinato de Antonio Muñoz Cariñanos, médico, piloto de aviones militares y coronel del Ejército del Aire, y en el de Luis Portero García, fiscal jefe del Tribunal Superior de Justicia de Andalucía, Ceuta y Melilla. Solana e Iragi fueron detenidos en Sevilla tras el asesinato de Muñoz Cariñanos.
Las operaciones del comando, que Solana integraba con Harriet Iragi, no se limitaron a aquellos asesinatos: reunieron información sobre objetivos en Valencia, se trasladaron en varias ocasiones a Francia para recibir armas y explosivos de manos de Francisco Javier García Gaztelu, Txapote, y planearon el secuestro de un empresario de Sevilla.
El Ministerio del Interior, en su balance del año 2000, describió así la operación que había dado pie a la desarticulación del comando Andalucía:

Efectivos del Cuerpo Nacional de Policía lograron detener a los miembros del comando Andalucía, Jon Igor Solana y Harriet Iragi, después de que hubieran asesinado en Sevilla al Coronel Médico Antonio Muñoz Cariñanos.

Jon Igor Solana fue detenido pocos minutos después del crimen, mientras que Iragi fue capturado poco después de la una de la madrugada en el barrio de la Macarena. La descripción facilitada por los testigos del asesinato permitió localizarles, sólo 15 minutos después, junto a la sede del Parlamento andaluz. La patrulla que les identificó formaba parte del dispositivo montado pocas fechas antes para prevenir acciones terroristas. Los etarras no atendieron el alto que les dieron los agentes y se inició una persecución a pie que concluyó en un tiroteo. Uno de los etarras se entregó, mientras el otro, que resultó herido en un hombro, se dio a la fuga. Se refugió en un edificio en construcción donde se halló un jersey manchado de sangre. Horas después, la Policía logró capturarle. Para detener a éste, las Fuerzas de Seguridad desplegaron un amplio dispositivo en torno a la barriada de la Macarena. Cuando fue localizado, Iragi gritó que estaba herido, que no portaba armas y se entregó. La Policía halló un piso en el que se alojaban los terroristas, que se ubicaba en el bloque 5 de la calle Playa de Marbella, en la Plaza de Punta Umbría. También fueron descubiertos otros dos pisos que los etarras habían utilizado con anterioridad. También se localizaron cuatro pisos en Granada y Málaga.

Además, la Policía averiguó que los dos terroristas habían estado en Paterna con el fin de colocar un coche-bomba en el ferry Valencia-Ibiza. Sin embargo, el vehículo se averió y fue localizado por la Guardia Civil en la provincia de Huesca.
Lucha contra el terrorismo de ETA en España, por el Ministerio del Interior

En octubre de 2000, la investigación concluyó que Solana había sido el autor material de los disparos contra Martín Carpena y Muñoz Cariñanos, mientras que achacaba los que acabaron con la vida de Portero a su compañero de comando, Iragi. Teresa Palacios, jueza de la Audiencia Nacional, decretó entonces su ingreso en prisión. Ante el juez, los integrantes del comando admitieron también que el 19 de julio de 2000 habían intentado asesinar con una bomba lapa a José Asenjo, por entonces secretario provincial del Partido Socialista Obrero Español en Málaga. Fueron condenados a 44 años de cárcel cada uno por este intento.
Solana trató de fugarse de prisión en dos ocasiones. El 18 de enero de 2001, cuando apenas llevaba dos semanas preso en la cárcel de Nanclares de la Oca, en Álava, trató de escaparse, aunque tan solo logró deshacerse de uno de los barrotes de su celda. La Ertzaintza desbarató el intento. En junio de 2009, interno en la prisión de Huelva, la Guardia Civil desbarató un plan esbozado por ETA para ayudarlo a fugarse en helicóptero. Según la documentación que se incautó entonces a la banda terrorista, el plan preveía liberarlo junto a Jorge García Sertucha, también preso en Huelva por intentar asesinar al rey de España, Juan Carlos I, en Palma de Mallorca en 1995.
El 31 de agosto de 2022, la Secretaría General de Instituciones Penitenciarias, integrada en el Ministerio del Interior, anunció que Solana sería acercado a una cárcel vasca desde el centro penitenciario zaragozano de Zuera. Ese mismo día, se anunció también el traslado de Txapote y de Henri Parot, alias Unai.